# Quercus guadalupensis
Quercus guadalupensis är en bokväxtart som beskrevs av Charles Sprague Sargent. Quercus guadalupensis ingår i släktet ekar, och familjen bokväxter.
Artens utbredningsområde är Texas. Inga underarter finns listade.